# Não Pise na Bola!
Não Pise na Bola! é um média-metragem brasileiro de 2008, do gênero comédia, dirigido por Charles Daves. O filme foi produzido para mostrar a importância da natureza do projeto Luz, Câmera, Educação.

## Sinopse
Carlinhos é um menino que é relaxado e não gosta de escovar os dentes e nem de tomar banho. Começa a gostar de uma garota da escola chamada Amanda. Conhece um garoto de rua chamado Cleison. Odeia um valentão da escola chamado Ramon. Quando vai a um passeio escolar se encanta com a natureza e quer virar "Defensor da Natureza".

## Elenco
- João Vítor Silva - Carlinhos
- Thávyne Ferrari - Amanda
- Lucas de Jesus - Faísca (Cleison)
- Igor Correa - Ramon
- Luciana Coutinho - Professora
- Thaís de Campos - Mãe de Carlinhos